# Jacqui Smith

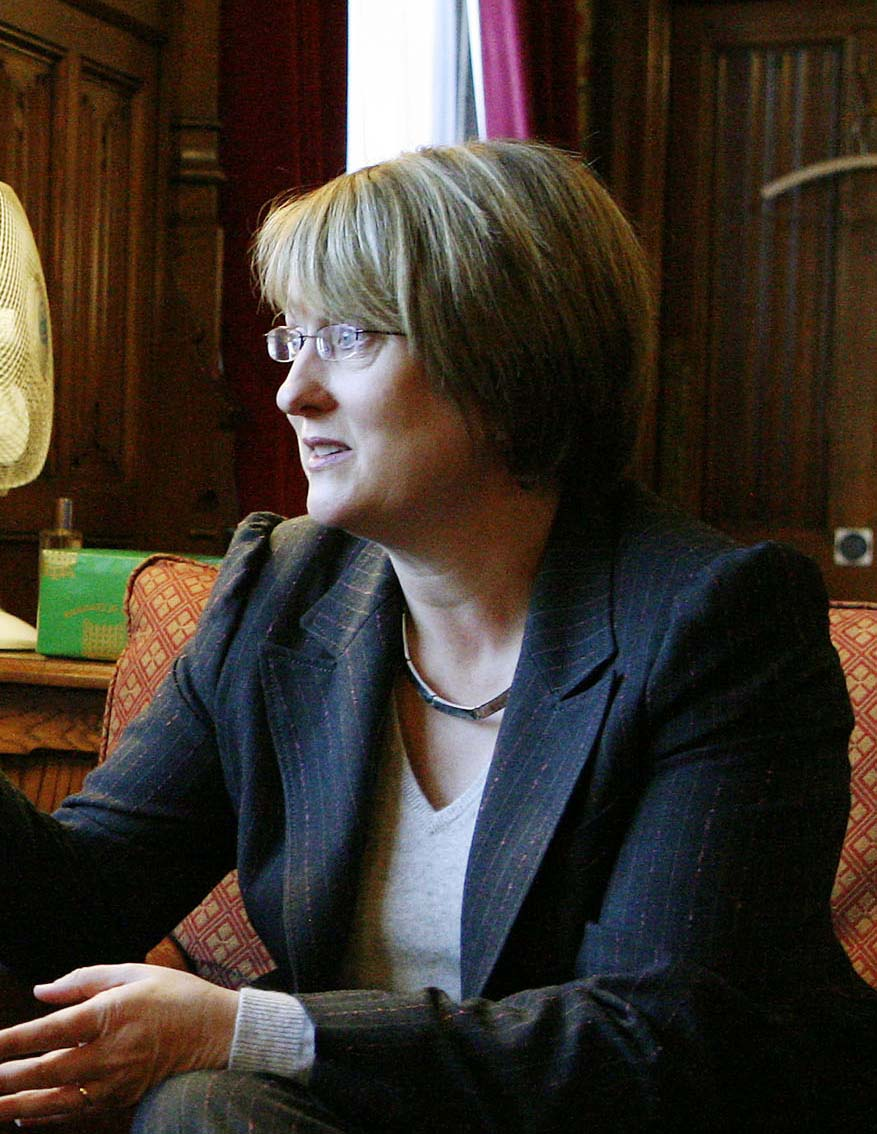
Jacqui Smith

Jacqui Smith, född 3 november 1962 i Malvern, Worcestershire, är en brittisk Labourpolitiker och ledamot av underhuset för Redditch från 1997 till 2010. Mellan 29 juni 2007 och 2 juni 2009 var hon Storbritanniens inrikesminister. Hon blev Storbritanniens första kvinnliga inrikesminister. Hon tvingades avgå efter den stora ersättningsskandalen i Storbritannien där ett flertal ministrar och parlamentsledamöter krävt ersättning för privata utlägg.

## Fotnoter
1. ↑  Dagens Nyheter 4 juni 2009